# Otophidium omostigma
Otophidium omostigma är en fiskart som först beskrevs av Jordan och Gilbert 1882.  Otophidium omostigma ingår i släktet Otophidium och familjen Ophidiidae. Inga underarter finns listade i Catalogue of Life.